# Jabal Acdar (Omã)
'Jabal Acdar, Jebel Acdar, Jebel Akhdar' ou Monte Acdar (em árabe: الجبل الأخضر; romaniz.: Al Jabal al Akhdar; lit. "montanha verde"), é uma parte da cadeia montanhosa de al-Hajar em Omã que se estende aproximadamente por 300 km de noroeste a sudeste, entre 50-100 km para o interior da costa do golfo de Omã. É uma das áreas mais espetaculares de Omã.
O Jabal Acdar foi o cenário para um conflito entre as forças leais ao sultão de Omã (auxiliadas por soldados britânicos, incluindo o Serviço Aéreo Especial) e as forças rebeldes do Imamado de Omã, apoiadas da Arábia Saudita, entre 1957 e 1959. Esse conflito é conhecido como a Guerra de Jebel Akhdar.
Em agosto de 2011, o sultão Qabus bin Said Al Said designou o Jabal Acdar uma reserva natural numa tentativa de conservar sua biodiversidade única, mas ainda frágil. Um decreto emitido pela Corte Real, criou o "Santuário Jebel Akhdar para Cenários Naturais".